# Reattore nucleare A4W

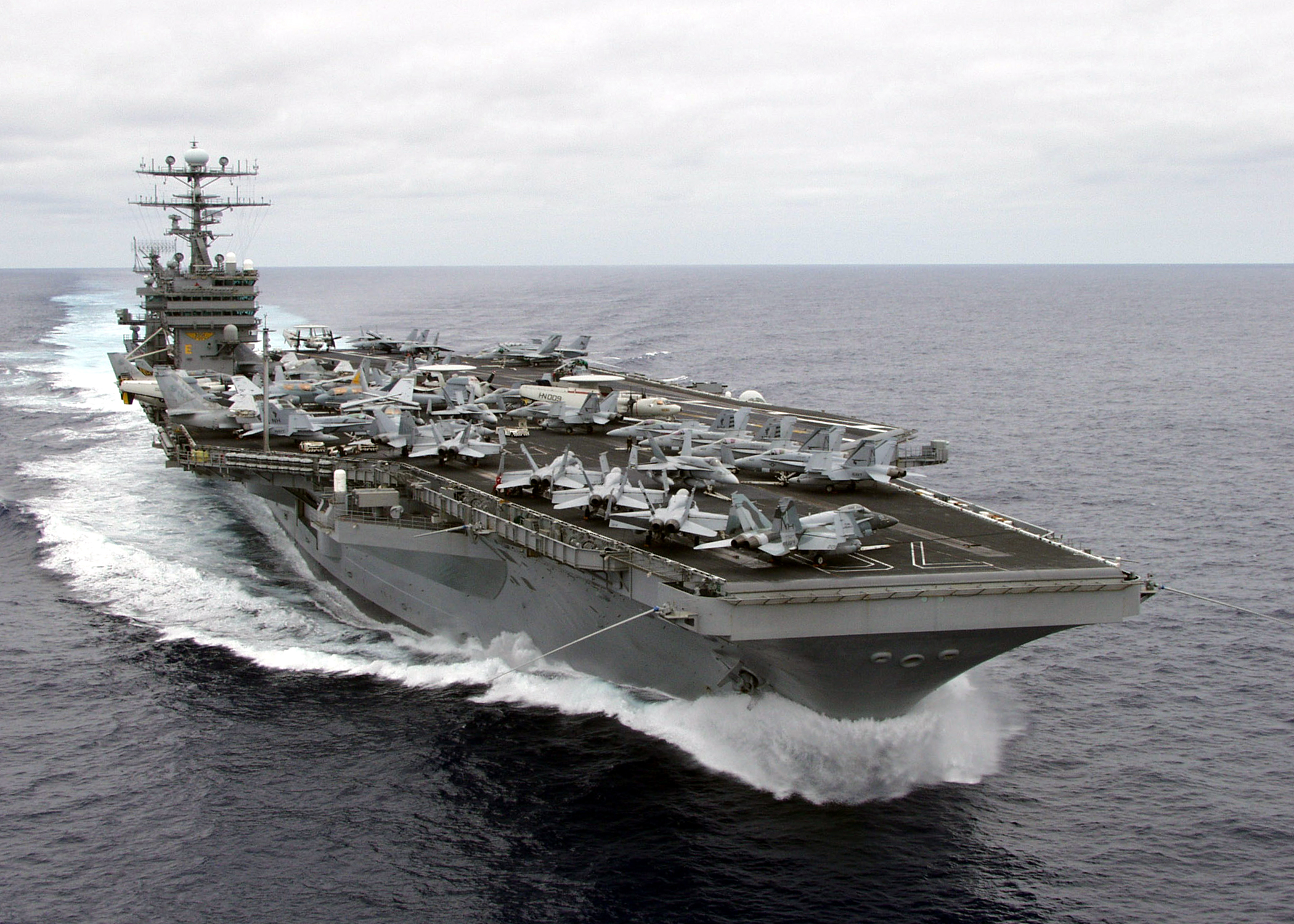
Portaerei USS Carl Vinson

Il reattore nucleare A4W è un tipo di reattore nucleare navale usato dalla marina degli USA per fornire energia elettrica e propulsione per le loro super-portaerei.
La sigla sta per:
- A = Aircraft Carrier Platform (per portaerei);
- 4 = quarta generazione;
- W = prodotto dalla Westinghouse Electric.

Le uniche navi ad utilizzare questi reattori nucleari sono le super-portaerei americane di Classe Nimitz, sulle quali ne è montata una coppia ciascuna.
I generatori di vapore di ogni reattore sono in grado di rifornire la nave di  104 MW. I noccioli dei reattori A4W hanno una vita media stimata di 23 anni.